# 三菱鉱業芦別鉱業所専用鉄道
三菱鉱業芦別鉱業所専用鉄道（みつびしこうぎょうあしべつこうぎょうしょせんようてつどう）は、北海道空知支庁管内芦別市の根室本線上芦別駅から、北方の辺渓三坑までの8.2kmを結んでいた三菱鉱業の専用鉄道である。三菱芦別炭鉱の閉山に伴い1964年（昭和39年）に廃止された。また辺渓からは油谷炭鉱専用線1.3kmを分岐していた。9600形などが石炭輸送に活躍したが、末期は同社大夕張鉄道線から入線した9200形が人気を集めた。

## 歴史
- 1949年（昭和24年）12月25日：上芦別 - 辺渓6.9km専用鉄道開通、同時に油谷炭鉱専用線1.3km開通
- 1954年（昭和29年）：辺渓 - 辺渓三坑間1.3km開通
- 1964年（昭和39年）9月1日：三菱芦別炭鉱の閉山に伴い廃止

## 車両

### 機関車
- 102・103 - 開業に際し日本冶金工業より40トンCタンク機関車（1942年立山重工製）を譲受。後に103は雄別炭鉱茂尻鉱業所に譲渡された。

輸送力調整という名目で芦別の9600形と大夕張の9200形が1962年と1963年に交換された。
- 9600-3 - 天塩炭礦鉄道から1950年3月、49695を譲受。1962年10月、三菱鉱業大夕張鉄道に転出。
- 9613 - 日本国有鉄道から1955年譲受。1963年1月、三菱鉱業大夕張鉄道に転出。
- 9201 - 三菱鉱業大夕張鉄道から1963年1月譲受。1964年廃車。
- 9237 - 三菱鉱業大夕張鉄道から1962年9月譲受。1964年廃車。

### 客車
2軸車
- ハ1 - 1951年に西武鉄道ハ1（1895年平岡工場製）を譲受。履歴は川越鉄道ロ1
- ハ11 - 1949年に美唄鉄道ハ11（1907年新橋工場製）を譲受。履歴は北海道鉄道部ヨサ49（三等車）→フハ3432。
- ハ12 - 1949年に美唄鉄道ハ12（1907年新橋工場製）を譲受。履歴は北海道鉄道部ヨサ47（三等車）→フハ3430。1962年に美唄鉄道に戻り茶志内で使用された。
- ハ15 - 1951年に美唄鉄道ハ15（1920年加藤製）を譲受。
- ハ16 - 1951年に美唄鉄道ハ16（1920年加藤製）を譲受。

ボギー車
- ホハ1・2 - 木製客車の台車と台枠と電車型の半鋼製の車体を新造して組み合わせた車両。銘版には鉄道協和工業昭和30年11月と表記されていた。
- ホハ3 - 1958年に三菱大夕張ホハ2（1910年旭川工場製、木製車体）を譲受。履歴は国鉄フホハ7901→ホハフ7901→ホハユニ18331→ホハユニ3851